# Televisión Canaria
Televisión Canaria è un canale televisivo spagnolo della comunità autonoma delle Isole Canarie, andato per la prima volta in onda il 21 agosto del 1999. Il suo nome precedente era Televisión Autonómica de Canarias. La sua sede centrale è nella città di Santa Cruz de Tenerife.
Televisión Canaria è il primo canale dell'ente pubblico Radio Televisión Canaria, e trasmette in digitale terrestre.

## Storia
Il progetto della creazione di questo canale nasce nel dicembre del 1984, con la promulgazione della legge 8/1984 della comunità autonoma delle Isole Canarie relativa alla Radio e Televisione Canaria. Nel giugno del 1997 si costituisce il primo Consiglio di Amministrazione della Radio Televisione Canaria (RTVC).
Nel giugno del 1998 si assegna attraverso un concorso pubblico la realizzazione-produzione della programmazione completa della televisione pubblica e della sua gestione pubblicitaria alla Productora Canaria de Televisión Canaria (PCTV).
Questa produzione è di proprietà per il 40% del Gruppo Prisa, nonostante un problema legale con una produzione locale, che rivendica la proprietà del marchio Productora Canaria de Televisión, abbia obbligato l'impresa concessionaria della produzione della programmazione della catena pubblica a cambiare il nome che utilizzava fino ad allora, in seguito ad una risoluzione giuridica. In questo modo la PCTV è passata alla denominazione SOCATER (Sociedad Canaria de Televisión Regional).
Tuttavia, bisognerà aspettare il 21 agosto del 1999 e la denominazione di Televisión Autonómica de Canarias (TVAC) prima che il canale pubblico inizi a trasmettere, ritrasmettendo quel giorno la partita di calcio Liverpool - Tenerife, dopo 11 anni senza disputa.
Il 29 maggio del 2000 vengono inaugurati i nuovi centri di produzione di Televisión Canaria, nelle isole principali.
Il 15 ottobre del 2001 la catena passa a chiamarsi "Televisión Canaria", utilizzando fino al 2008 lo slogan "la nuestra", col fine di pubblicizzarsi sul territorio della comunità autonoma.
Il 30 maggio del 2002 la Televisión Canaria lancia il servizio di Teletext, che però non avrà l'opzione sottotitoli per non udenti fino al 2006. il 10 ottobre del 2005 inizia a trasmettere notiziari insulari per ciascuna delle 7 isole dell'arcipelago canario.
Il 9 aprile del 2010 i lavoratori di Videoreport Canarias, impresa che gestiva i notiziari di TV Canaria, iniziano uno sciopero dovuto alle intenzioni dell'azienda di tagliare alcuni diritti dei suoi dipendenti.
Il 14 giugno del 2010 si arriva ad un accordo tra l'impresa ed i dipendenti, che porta al termine dello sciopero.
Il 29 ottobre del 2010 inizia la trasmissione prova di Televisión Canaria HD, sul canale 39 a Santa Cruz de Tenerife e 22 a Las Palmas de Gran Canaria.